# T. J. Hooker
T. J. Hooker es una serie de televisión norteamericana de género drama policial, protagonizada por William Shatner en el rol de un sargento de policía veterano con quince años de labor. La serie se estrenó como un reemplazo de mitad de temporada el 13 de marzo de 1982 por ABC, y se transmitió por dicho canal hasta el 4 de mayo de 1985. Entonces, el programa fue tomado por CBS por una temporada.
Los roles de reparto incluían a Adrian Zmed como el novato oficial Vince Romano, Heather Locklear como la novata oficial Stacy Sheridan (desde la segunda temporada), y Richard Herd como el capitán Dennis Sheridan, todos como personal del ficticio Distrito de la Academia del Departamento de Policía LCPD. Hacia el final de la segunda temporada de la serie, James Darren se convirtió en un miembro regular del reparto como el oficial Jim Corrigan.
La serie fue creada por Rick Husky, quien más tarde pasó a servir como productor ejecutivo de Walker, Texas Ranger, y producida por Aaron Spelling y Leonard Goldberg.

## Antecedentes
La serie fue creada por Rick Husky, quien también había trabajado en The Rookies para Aaron Spelling y Leonard Goldberg. Originalmente, sería una reelaboración de aquella antigua serie de policías, esta vez llamada The Protectors. Después del piloto, se decidió enfocar la serie en el personaje de William Shatner y se cambió su título a T. J. Hooker. Inicialmente, el programa se dispuso a dar una visión llamada "hands on", basada en procedimientos del trabajo policial que algunas de las series más estilizadas del género de los años setenta y ochenta mostraban en los primeros episodios.

## Sinopsis
El trasfondo del sargento Thomas Jefferson "T. J." Hooker era que él, hasta hacía poco, trabajaba de civil como detective sargento del LCPD y, una noche, su compañero fue asesinado en el cumplimiento del deber mientras ambos hacían un patrullaje. Un enojado Hooker se motivó a limpiar las calles de criminales como aquellos quienes asesinaron a su pareja, renunciando a su posición de detective para retornar al deber como un policía uniformado.
En The Protectors, el piloto de la serie, Hooker entrenó a un grupo de nuevos reclutas de la academia de policía, incluidos aquellos interpretados por Richard Lawson (All My Children), Brian Patrick Clarke (Merle en Ocho son suficiente; The Bold and the Beautiful), Kelly Harmon (Bay City Blues), y Adrian Zmed (Dance Fever). Hal Williams interpretó a un oficial de alto rango, y Richard Herd hizo una breve aparición como el capitán Dennis Sheridan, el duro pero comprensivo superior de Hooker. De vuelta en el uniforme, Hooker fue asignado para entrenar a los reclutas de la academia. Durante la mayor parte de la serie, Hooker fue compañero del temerario y a veces cascarrabias joven novato Vince Romano (Adrian Zmed). Con Romano mucho más joven que él, Hooker actuó como su mentor profesional y socialmente. La diferencia de edad generalmente era el gancho clave de la relación. La pareja se transformó rápidamente en amigos y en un buen equipo.
Fuera de su trabajo, Hooker estaba divorciado ya que su labor como policía puso tensión en su matrimonio, pero todavía era amigo de su exesposa, la enfermera Fran. Hooker era un mujeriego, y todavía estaba tratando de adaptarse para ser otra vez un soltero. Lee Bryant fue la actriz original que interpretaría a Fran. Más tarde, el rol lo llevó a cabo alguien diferente.  
La dureza y la actitud sin sentido de Hooker le hizo chocar a menudo con el capitán Sheridan, pero él siempre tenía el trabajo hecho y era muy respetado. Trabajando detrás del escritorio del cuartel de policía, Vicki Taylor (April Clough) era una oficial quien solía pasar el tiempo esquivando los piropos de Vince Romano. En el inicio de la segunda temporada, fue presentada la atractiva oficial Stacy Sheridan (Heather Locklear), hija del capitán Sheridan y joven compañera de Hooker, quien asistió a la academia de policía y, en un principio, reemplazó a la oficial Vicki Taylor, pero al final de la temporada progresó, patrullando con Jim Corrigan (James Darren), otro policía veterano del estilo de Hooker.
Desde la tercera temporada en adelante, Hooker y Romano (Unidad 4-Adam-30), y Stacy y Corrigan (4-Adam-16), solían trabajar en estrecha colaboración para hacer frente a los casos. La pareja de Corrigan y Sheridan agregó una dimensión extra a la serie, a veces con tramas o argumentos enteros girando alrededor de uno de ellos o de ambos.
Para la temporada final, la serie se trasladó de ABC a un espacio nocturno en CBS. Con el traslado, Adrian Zmed decidió abandonar la serie para dedicarse a otros proyectos, dejando a Hooker patrullando solo o generalmente trabajando como uno más de un trío con Stacy y Jim, a menudo en labor encubierta.

## Reparto
| Actor            | Personaje |
| ---------------- | --- |
| William Shatner  | Sargento Thomas Jefferson "T. J." Hooker                                                                        |
| Adrian Zmed      | Oficial Vincent "Vince" Romano (Temporadas 1–4)                                                                 |
| April Clough     | Oficial Vicki Taylor (Temporada 1)                                                                              |
| Heather Locklear | Oficial Stacy Sheridan (Temporadas 2–5)                                                                         |
| Richard Herd     | Capitán Dennis Sheridan (reparto principal Temporadas 1–2, estrella invitada especial ocasional Temporadas 3–4) |
| James Darren     | Oficial de policía III Jim Corrigan (Temporadas 2–5)                                                            |
| Hugh Farrington  | Detective Teniente Pete O'Brien (Temporadas 3-5)                                                                |

## Referencia cultural
Se hizo referencia a la serie en la película Terminator Génesis (2015), cuando el personaje de Carver llama "T. J. Hooker" al joven O'Brien en 1984.